# Oscar Weidenhielm
Erik Oscar Weidenhielm, född 1 januari 1816 på Hägerum i Kristdala i Småland, död 20 augusti 1884 i Stockholm, var en svensk militär och politiker.

## Biografi
Oscar Weidenhielm var son till majoren Erik Gustaf Weidenhielm och Eleonora Katarina Ehrenstrahl. Han blev kornett vid Smålands husarregemente 1834, transporterades samma år som fänrik till Smålands grenadjärbataljon, blev tredje major vid Kalmar regemente 1856, överstelöjtnant 1859 samt överste och chef för Kalmar regemente 1865. Han blev generalmajor 1871, generallöjtnant 1881 och tog avsked 1884. Weidenhielm tjänstgjorde 1838–1850 som kompaniofficer vid Krigsakademien på Karlberg och blev tillika lärare i franska 1846 och i engelska 1848, blev kompanichef vid Krigsakademien samt lärare i taktik och krigslagfarenhet 1850 och var tjänstgörande major vid akademien 1856–1859. 1871 utnämndes han till chef för Lantförsvarsdepartementet. I denna egenskap framlade han 1875 ett i Generalstaben utarbetat härordningsförslag och 1877 det övergångsförslag, varigenom han slog in på de "partiella reformernas väg". Intetdera förslaget vann bifall hos riksdagen. Efter nederlaget 1877, lämnade han regeringen 11 september 1877. Under hans krigsministertid genomfördes dock Generalstabens omdaning och den nya krigshögskolan inrättades. Då Weidenhielm avgick utnämndes han till generalbefälhavare i Femte militärdistriktet. Han invaldes i Krigsvetenskapsakademien 1871 och var dess styresman från 1883 till sin död.
Weidenhielm är begravd på Norra begravningsplatsen utanför Stockholm. Han var bror till Ernst August Weidenhielm och morfar till Nils Rosenblad.